# Far Manager
Pour les articles homonymes, voir Far.
Far Manager est un gestionnaire de fichiers libre pour les systèmes Windows, et est un clone de Norton Commander. Far Manager utilise les consoles Win32. Les fonctionnalités du gestionnaire sont facilement extensibles avec des plugins.
À l'origine, Far Manager a été écrit par Eugene Roshal, mais maintenant le développement est indépendant.
Il est distribué selon les termes de la licence BSD.